# Komórka Walkera

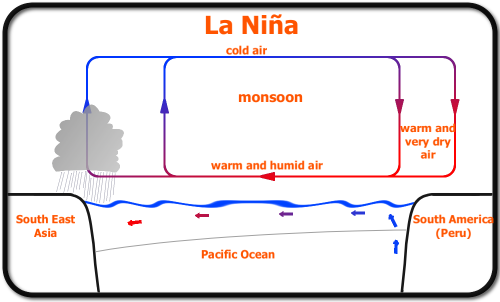
Diagram ilustrujący stan stacjonarny i fazę La Niña oscylacji południowej. Komórka Walkera spiętrza wodę na zachodnim Pacyfiku – różnica wysokości dochodzi do 60 cm. Zachodnia cześć tropikalnego Pacyfiku charakteryzuje się wysoką temperaturą powierzchni oceanu (ciepły basen) w porównaniu ze wschodnim Pacyfikiem. Z okresem 2–3 lat przychodzi zjawisko El Niño, w którym spiętrzona woda w ciepłym basenie rozlewa się na wschód.

Komórka Walkera – komórka termiczna wzdłuż równika wywołana (a może powodująca) różnicą temperatur pomiędzy zachodnim Pacyfikiem (tzw. ciepłym basen) i wschodnim Pacyfikiem. Obecnie uważa się, że cyrkulacja Walkera opisuje inne komórki równikowe, np. w tropikalnym Oceanie Indyjskim.
Komórkę Walkera opisał jako pierwszy brytyjski meteorolog Gilbert Walker. Wiatry pasatowe są częścią komórki Hadleya i komórki Walkera.